# Referendum in Malta über den Beitritt zur Europäischen Union
Am 8. März 2003 fand in Malta ein Referendum über den Beitritt des Landes zur Europäischen Union statt. Die Wähler stimmten mit knapper Mehrheit von 53,6 % für den EU-Beitritt 2004.

## Geschichte
Am 5. Dezember 1970 schloss Malta ein Assoziierungsabkommen mit der Europäischen Wirtschaftsgemeinschaft (EWG). Am 16. Juli 1990 bewarb sich Malta dann offiziell um die Aufnahme in die EWG. Das Aufnahmegesuch wurde durch die entsprechenden EWG (bzw. ab 1993 EG)-Gremien positiv beschieden und ab dem Juli 1995 begannen Verhandlungen zwischen der EG und Malta um die Aufnahme des Landes vorzubereiten. Diese Verhandlungen wurden jedoch durch die in Malta neu an die Macht gekommene Labour-Regierung im Oktober 1996 wieder abgebrochen. Die maltesischen Parlamentswahlen 1998 wurden durch die konservative Nationalist Party gewonnen, die die Verhandlungen über den Beitritt des Landes wieder aufnahm. Auf dem EU-Gipfeltreffen in Kopenhagen am 12. und 13. Dezember 2002 wurden die Verhandlungen zur Osterweiterung der Europäischen Union abgeschlossen und an Malta und weitere neun Staaten in Ostmitteleuropa, Nordost- und Südeuropa wurde eine Einladung ausgesprochen, der Europäischen Union (EU) beizutreten. Die Maltesische Regierung unter dem Konservativen Edward Fenech Adami kündigte ein Referendum über die Frage des EU-Beitritts an, das allerdings nicht-bindend sein sollte. Dieses Referendum wurde am 8. März 2003 abgehalten. Vor dem Referendum fand eine scharfe Wahlkampagne statt, in der sich die Konservativen für den EU-Beitritt und die oppositionelle Labor-Party gegen den EU-Beitritt aussprachen. Die den Wählern gestellte Frage lautete:

“Do you agree that Malta becomes a member of the European Union in the enlargement that will take place on 1 May 2004?”

„Sind Sie damit einverstanden, dass Malta im Rahmen der EU-Erweiterung am 1. Mai 2004 ein Mitgliedsstaat der Europäischen Union wird?“

## Ergebnisse
| Wahl                                | Stimmen | Prozent |
| ----------------------------------- | ------- | ------- |
| Ja                                  | 143.094 | 53,6 %  |
| Nein                                | 123.628 | 46,4 %  |
| Ungültige/leere Stimmzettel         | 3.928   | –       |
| Gesamt                              | 270.650 | 100,0 % |
| Registrierte Wähler/Wahlbeteiligung | 297.881 | 90,9 %  |
| Quelle: Maltesische Wahlkommission  |         |         |

Die Wahlbeteiligung war mit über 90 % die bei weitem höchste von allen Referenden, die in den EU-Beitrittskandidaten-Staaten im Jahr 2003 abgehalten wurden. Zugleich war auch die Zustimmungsrate die bei weitem niedrigste: Nur knapp mehr als die Hälfte der Abstimmenden stimmte dem Beitritt Maltas zur EU zu. Die EU-Beitrittsfrage war dementsprechend auch ein großes Wahlkampfthema bei der Parlamentswahl im April 2003. Diese Wahl wurde durch die EU-freundlichen Konservativen mit absoluter Mehrheit gewonnen. Am 1. Mai 2004 trat Malta der Europäischen Union bei.